# 新能越フェリー
新能越フェリー株式会社（しんのうえつフェリー）は、かつて日本に存在した海運会社。

## 概要
北陸の日本海沿岸での広域観光ルートの開発を目指すべく、能登半島の飯田港から新潟県糸魚川港を結ぶフェリー航路と富山県富山港を結ぶ高速船航路の運営を目的として関光汽船と珠洲市・糸魚川市の共同出資により、第三セクター形式で設立された。1982年に就航し年間8万人の利用を見込んだものの初年度に1万人程度と不振に陥り、利用客の低迷から1984年に撤退となった。

## 沿革
- 1982年
  - 2月 - 会社設立[2]。
  - 6月4日 - 就航日を7月20日に決定[2]。
  - 7月 - 就航日を7月23日に延期、就航時の運賃を値上げ[6]。
  - 7月22日 - 姫川港にて就航記念式典を実施[6]。
  - 7月23日 - 航路営業開始[6]。
  - 10月 - カーフェリー航路の通年運航の方針を返上、冬季休業期間を設定[6]。富山航路休止[7]。
  - 12月28日～1983年4月20日 - 珠洲飯田 - 姫川航路冬季休業[6]。
- 1983年
  - 10月28日 - 新日本海フェリーの取締役会で珠洲飯田 - 姫川航路からの撤退を表明[8]。
  - 11月1日 - 全従業員11人を解雇[9]。
- 1984年
  - 2月7日 - 珠洲飯田 - 姫川航路廃止を認可[8]。
  - 6月17日 - 定時株主総会にて新年度事業計画が立てられず、会社解散の方針となる[9]。

## 航路
- カーフェリー：珠洲飯田港（石川県珠洲市飯田町） - 姫川港（新潟県糸魚川市）[10]
  - 航行距離67km[11]、所要時間2時間30分[10]、冬季休業[6]。
  - 就航船：フェリーたまひめ - 992総トン[4]、旅客定員200名、車両積載数乗用車33台[1]。撤退後はマレーシアへ売船[4]。元笹井海運作業「第三朝香丸」。
- 高速船：珠洲飯田港 - 富山港 岩瀬浜地区（富山県富山市）[10]
  - 所要時間1時間40分、11月-4月休業[1]。
  - 就航船：スワロー（高速船） - 55総トン、旅客定員70名[1]、速力25ノット[3]。